# Cólico nefrítico
El cólico nefrítico (también llamado renal) es un dolor repentino de gran intensidad que se produce generalmente por la presencia de un cálculo en el conducto que va desde los riñones hasta el tracto urinario cercano a la uretra. En la historia médica este dolor es conocido como el más intenso que existe y se presenta comúnmente en la medicina de emergencia descrito como peor que el parto, huesos rotos, heridas por armas de fuego, quemaduras o la cirugía. El dolor se origina en la parte inferior de la espalda y de allí va expandiéndose por toda ella. Se describe como una especie de presión intensa que se presenta en forma de latidos pronunciados que pueden inducir al desmayo.

## Epidemiología
Aunque los cálculos renales son frecuentes en las poblaciones mundiales, la incidencia varía en función del área geográfica, afectando como promedio a uno de cada ocho hombres blancos antes de la edad de setenta años. En Europa Occidental se estima una incidencia del 0,5 % y una prevalencia del 5 %. En la población general se estima que la frecuencia de cólico renal es entre el 2 y 5 %, dependiendo de los estudios. En España la incidencia de litiasis alcanza el 4,2 % de la población y en general afecta más a varones que a mujeres, aunque los cálculos de origen infeccioso son más frecuentes en mujeres. Para Italia varios estudios sobre los pacientes que acuden a la sala de urgencias, encontró que aproximadamente el 1 % consultan por cólico renal.
En cuanto a la diferenciación de los sexos, la incidencia es mayor en hombres en quienes el riesgo es de 10-20 %, en comparación con las mujeres cuyo riesgo es de aproximadamente 3-5 %. Los cálculos renales suelen acontecer entre las edades de 20-40 años, mientras que en las mujeres también hay un pico de incidencia entre los 40 y 60 años debido al aumento de calcio en la orina por la pérdida de los huesos durante la menopausia. La litiasis urológica en mujeres suele localizarse con más frecuencia en el riñón mientras que en el varón en el uréter.
El riesgo de recidiva en personas con formación de cálculos renales previos puede llegar a ser tan alta como un 100 %. Por lo tanto, el éxito del tratamiento de la litiasis renal no sólo implica el abordaje agudo del cálculo, sino también el mantenimiento a largo plazo para prevenir la formación de cálculos en el futuro.

### Factores de riesgo
El mayor factor de riesgo para los cálculos renales es la deshidratación. Una persona que haya padecido de cálculos, con frecuencia, los vuelve a presentar en algún momento del futuro. Los cálculos a menudo ocurren en recién nacidos prematuros.
El tener un familiar con un antecedente de cálculos renales duplica la probabilidad de que otro familiar tenga cálculos, igualmente aquellos con trastornos intestinales en personas con obesidad o defectos en los túbulos renales.

## Etiología
El dolor del cólico nefrítico es debido a espasmos musculares causados por la incrustación de una piedra de cristales en el uréter y el dolor se presenta incluso si el cálculo no da lugar a la obstrucción total del flujo urinario. En caso de obstrucción y aumento de la presión en la luz del túbulo uretral, se estimula la síntesis y liberación de prostaglandinas que inducen el espasmo del músculo liso que forma parte de la pared del uréter. 
Los cálculos renales pueden tener varios componentes:
| Tipo de piedra           | %     | Causa                                                            |
| ------------------------ | ----- | ---------------------------------------------------------------- |
| Oxalato de calcio        | 75-85 | Hipercalciuria, deshidratación, síndrome del intestino irritable |
| Estruvita                | 10-15 | Infección crónica del tracto urinario                            |
| Ácido úrico solidificado | 5-8   | Gota                                                             |
| Xantina solidificada     | < 1   | Xantinuria                                                       |

## Patogenia
El cólico renal surge en el 90 por ciento de los casos de un cálculo renal, aunque incluso los pequeños coágulos de sangre y tejido muerto de los riñones incrustados en el uréter o en la vejiga obstaculizan la dirección de la emisión urinaria. El material así incrustado puede inflamar el uréter en uno de los tres de los puntos estrechos del trayecto hacia la vejiga y es la respuesta de la musculatura lisa del uréter lo que ocasiona los espasmos dolorosos. Los tres de los estrechos uréter son: 
- La salida de la pelvis renal.
- La unión del uréter a través de la arteria iliaca interna.
- El punto de entrada a través de la pared de la vejiga urinaria.

Al cabo de 24 horas después de una obstrucción ureteral por un cálculo, la presión hidrostática en la pelvis renal se ha reducido a causa de: (1) una reducción de la peristalsis ureteral; (2) una disminución del flujo por la arterial renal, lo que provoca una caída en la producción de orina de riñón del lado afectado, y (3) el edema intersticial renal. La disminución de la producción de orina explica por qué el dolor del cólico renal suele durar menos de 24 horas en ausencia de infección o de una piedra en movimiento.

## Cuadro clínico

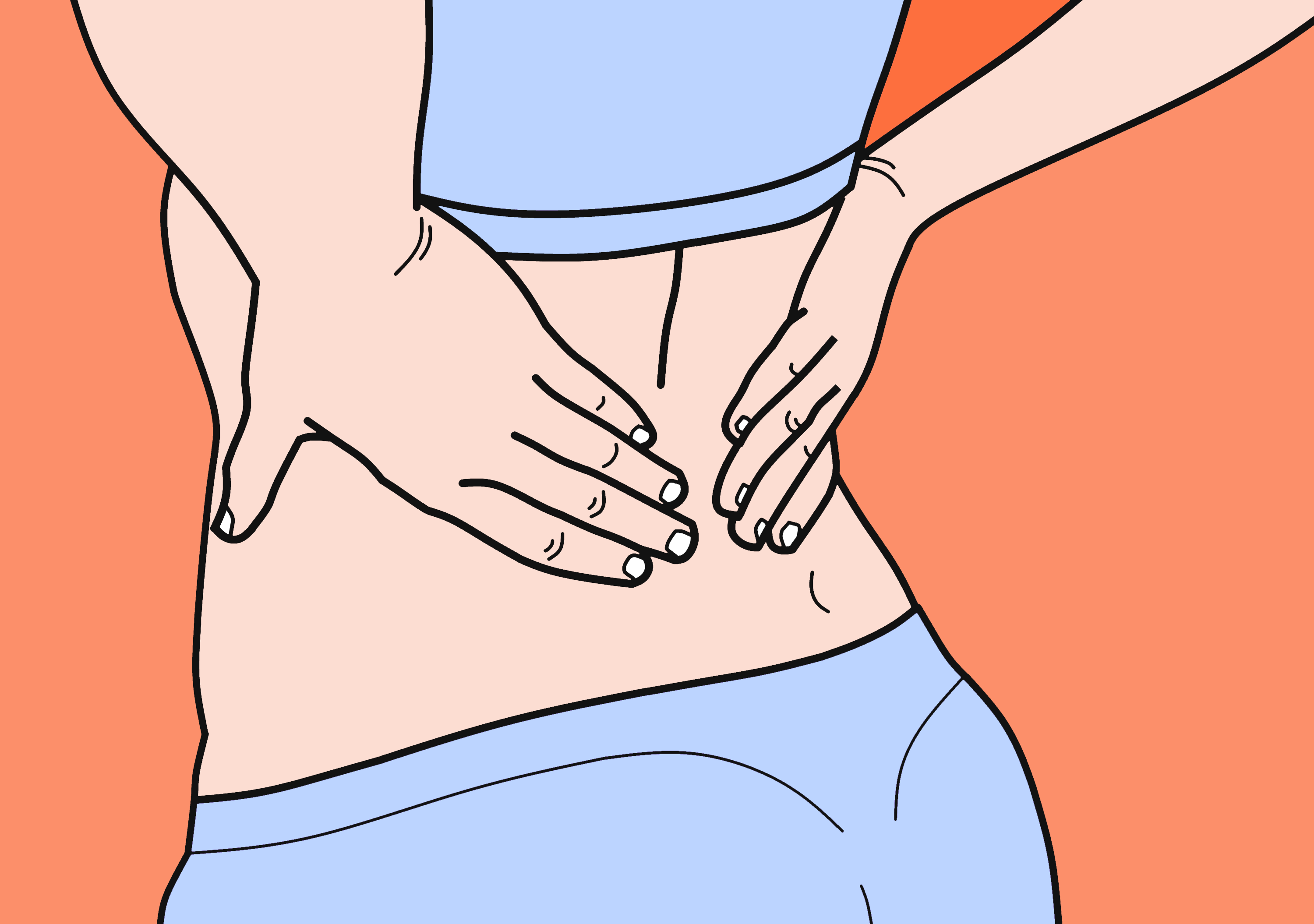
Dolor parte inferior de la espalda

Generalmente se produce en individuos que aparentan gozar de un estado de buena salud y, sin previo aviso, comienzan a sentir un dolor intenso en forma de cólico (característico de momentos de alivio y de repentino dolor intenso) en la parte inferior de la espalda y que se va extendiendo hasta la vulva, en las mujeres, y hasta los testículos, en los varones. Se producen manifestaciones vegetativas en una elevación de la frecuencia cardíaca, alteración de la presión arterial, palidez, sudoración fría y vómitos. Los que padecen esto suelen estar sumamente molestos, no pueden permanecer quietos, a menudo agitados, parecen incapaces de encontrar una posición cómoda sobre la cama.
El dolor también posee un elevado complemento emocional debido a su intensidad, que genera reacciones diversas, ya que al sujeto le es imposible quedarse tranquilo, lo que dificulta la administración de medicación intravenosa.
Las náuseas y los vómitos se asocian a menudo con el cólico renal agudo y se producen en al menos el 50 % de los pacientes. Las náuseas son causadas por la vía de la inervación de la pelvis renal, estómago y los intestinos a través del eje celíaco y nervio vago. Esto es a menudo agravado por los efectos de estupefacientes analgésicos, que a menudo inducen las náuseas y los vómitos a través de un efecto directo sobre la motilidad gastrointestinal y por medio de un efecto indirecto en la zona de activación quimiorreceptora en el bulbo raquídeo. Los fármacos antiinflamatorios no esteroideos (AINE) a menudo puede causar irritación y malestar gastrointestinal.

### Dolor tipo cólico
Parecido al retortijón en cuanto a su periodicidad, pero más intenso, generalmente se irradia a otros sitios y no desaparece como el retortijón.
Las fibras nerviosas del riñón asociadas al dolor son fibras simpáticas fundamentalmente preganglionares que llegan a la médula espinal a nivel de T-11 a L-2 a través de las raíces nerviosas dorsales, aunque existen fibras de los plexos mesentérico y celíaco. En la parte baja del uréter, las señales de dolor también se distribuyen a través de los nervios genitofemoral e ilioinguinal. La transmisión de estas señales del dolor causadas por el incrustamiento de un cálculo en el uréter, ocurre principalmente a través de las vías espinotalámicas ascendentes.
La mayoría de los receptores del dolor del tracto urinario superior responsables de la percepción del cólico renal se encuentran en la submucosa de la pelvis renal, cálices, cápsula renal y uréter superior. La distensión aguda parece ser el elemento más importante en el desarrollo del dolor tipo cólico renal agudo produciendo espasmos, irritación local, o hiperperistalsis ureteral. La estimulación de la cápsula renal alrededor de la pelvis renal causa dolor en el flanco, mientras que la estimulación de la pelvis renal misma y de los cálices causan típico cólico renal. La irritación de la mucosa, percibido por quimiorreceptores, puede desempeñar un papel secundario en la percepción de cólico renal o ureteral. 
En el uréter, el aumento de peristalsis proximales a través de la activación del marcapasos ureteral intrínseco pueden contribuir a la percepción del dolor. Los espasmos musculares, el aumento de la peristalsis proximal, la inflamación local, la irritación y el edema en el lugar de la obstrucción puede contribuir al desarrollo de dolor a través de la activación y el estiramiento por quimioreceptores de las terminaciones nerviosas libres en la submucosa.

## Diagnóstico
El análisis de orina a menudo se acompaña de hematuria macroscópica o microscópica, lo que sugiere que la causa del cólico sea una piedra renal. Durante el examen físico se muestra sensibilidad del riñón a la percusión de la espalda y sensibilidad de la cavidad abdominal a lo largo del trayecto del uréter con ocasional disminución de la frecuencia e intensidad de los sonidos aéreos intestinales. Es esencial el examen de ultrasonido (ecografía) de la cavidad abdominal. Para una evaluación más precisa de las vías urinarias, también puede ser una urografía, que es un examen de rayos X con contraste. Además, también puede ser una pielografía retrógrada, en el que se llena la vejiga de contraste y se observa el vaciado del mismo. Cuando el cálculo sale, se debe colar la orina y conservar, y analizar dicho cálculo para determinar su tipo.

## Diagnóstico diferencial
El diagnóstico diferencial se hace con un aneurisma de aorta, pielonefritis, absceso renal, coágulos sanguíneos, herpes zóster, pleuritis, neumonía basal y otros.
El dolor de una litiasis ureteral superior tiende a irradiar al flanco y zonas lumbares del lado afectado. En el lado derecho, esto puede confundirse con una colecistitis o una colelitiasis; a la izquierda, el diagnóstico diferencial son la pancreatitis aguda, úlcera péptica y gastritis.
Los cálculos medio-ureterales causan dolor que se irradia anterior y hacia arriba, simulando, a la derecha, una apendicitis; o una diverticulitis aguda, del lado izquierdo. 
La litiasis ureteral distal tiende a irradiar a la ingle o los testículos en el hombre, o los labios mayores en la mujer. Si se presenta una piedra dentro de la pared del uréter, los síntomas pueden parecer similares a la cistitis o uretritis. Estos síntomas incluyen dolor suprapúbico, frecuencia urinaria, dolor para orinar, hematuria, dolor en la punta del pene y, en ocasiones, diversos síntomas intestinales, como diarrea y un deseo continuo pero ineficaz de orinar o defecar. Estos síntomas pueden confundirse con la enfermedad pélvica inflamatoria, ruptura de quiste de ovario, torsión testicular y dolor menstrual en las mujeres.

## Tratamiento
El tratamiento farmacológico incluye la administración de agentes espasmolíticas como la Butilescopolamina y analgésicos como el Metamizol. Por otro lado, actualmente es sabido que el dolor que produce un cólico nefrítico no es tanto por el aumento del tono muscular del uréter, sino por la distensión que se produce proximalmente a la obstrucción. Así pues, los tratamientos espasmolíticos nos serán de poca utilidad y además disminuirán el peristaltismo que, de forma natural, intenta la expulsión del cálculo renal. Por el otro lado, una revisión Cochrane de 2018 indicó que los bloqueantes alfa adrenérgicos (por ejemplo, tamsulosina) podrían mejorar la tasa de expulsión de piedras, disminuyendo el dolor y el uso de analgésicos. Actualmente el rol de hidratación generosa es controvertido, ya que un aumento de la diuresis ante una obstrucción, puede llegar a producir la ruptura de la vía urinaria por una excesiva distensión o incremento del dolor. Una revisión Cochrane de 2012 indicó que la restricción de la ingesta de agua no produciría una mejoría significativa del dolor o la tasa de expulsión de las piedras.
El tratamiento de elección en casos no complicados es de tipo conservador, con un buen control del dolor mediante analgesia convencional con AINE y manejo de la sintomatología acompañante (antieméticos, benzodiacepinas o hipnóticos en caso de gran agitación).
En casos graves, se pueden usar analgésicos más potentes. Si la causa es efectivamente un cálculo renal, éste puede expulsarse espontáneamente, o bien debe ser eliminado con ayuda médica. 
Las opciones de tratamiento dependen de la localización de la piedra e incluyen la litotricia extracorpórea por ondas de choque que fragmentan la piedra desde el exterior del cuerpo con ultrasonido o bien la destrucción endoscópica ureteral con pinzas o un colector especial. Con otras causas, tales como coágulos de sangre, de acuerdo a la investigación de la causa se emplea el tratamiento adecuado. En algunos casos de cálculos grandes llamados coraliformes que ocupan toda la pelvis renal y cuando fracasan las técnicas anteriores se indica la cirugía abierta.

## Prevención
Algunos factores ligados a la alimentación que ayudan a prevenir este tipo de enfermedad son:
- Prevenir el consumo en exceso de alimentos ricos en oxalatos, como las espinacas, el té, la verdolaga, los tomates y las judías.
- Evitar el consumo exagerado de productos lácteos como leche y quesos, ya que esto evita la formación de cristales de calcio.
- Prevenir el consumo en exceso de productos de origen animal, como carnes, huevos o pescado, ya que éstos poseen altos niveles de calcio, ayudando así a la formación de cálculos renales. También, por otro lado, contienen altos niveles de ácido úrico, causante de otro tipo de cálculo.
- Evitar el consumo irracional de sal, dulces y alcohol.
- Tomar al menos dos litros de agua al día.[15]

## Complicaciones
Si la piedra logra obstruir completamente el uréter, la orina acumulada y no drenada afecta la función del riñón del mismo lado. Esto lleva a la lesión permanente de un riñón o bien a una completa pérdida de la función del riñón. El mínimo tránsito urinario puede causar una infección que puede complicarse con una sepsis: fiebre, escalofríos, dolor e inflamación de la pelvis renal, y si no se trata, puede causar la muerte.